# Mięsień biodrowo-żebrowy

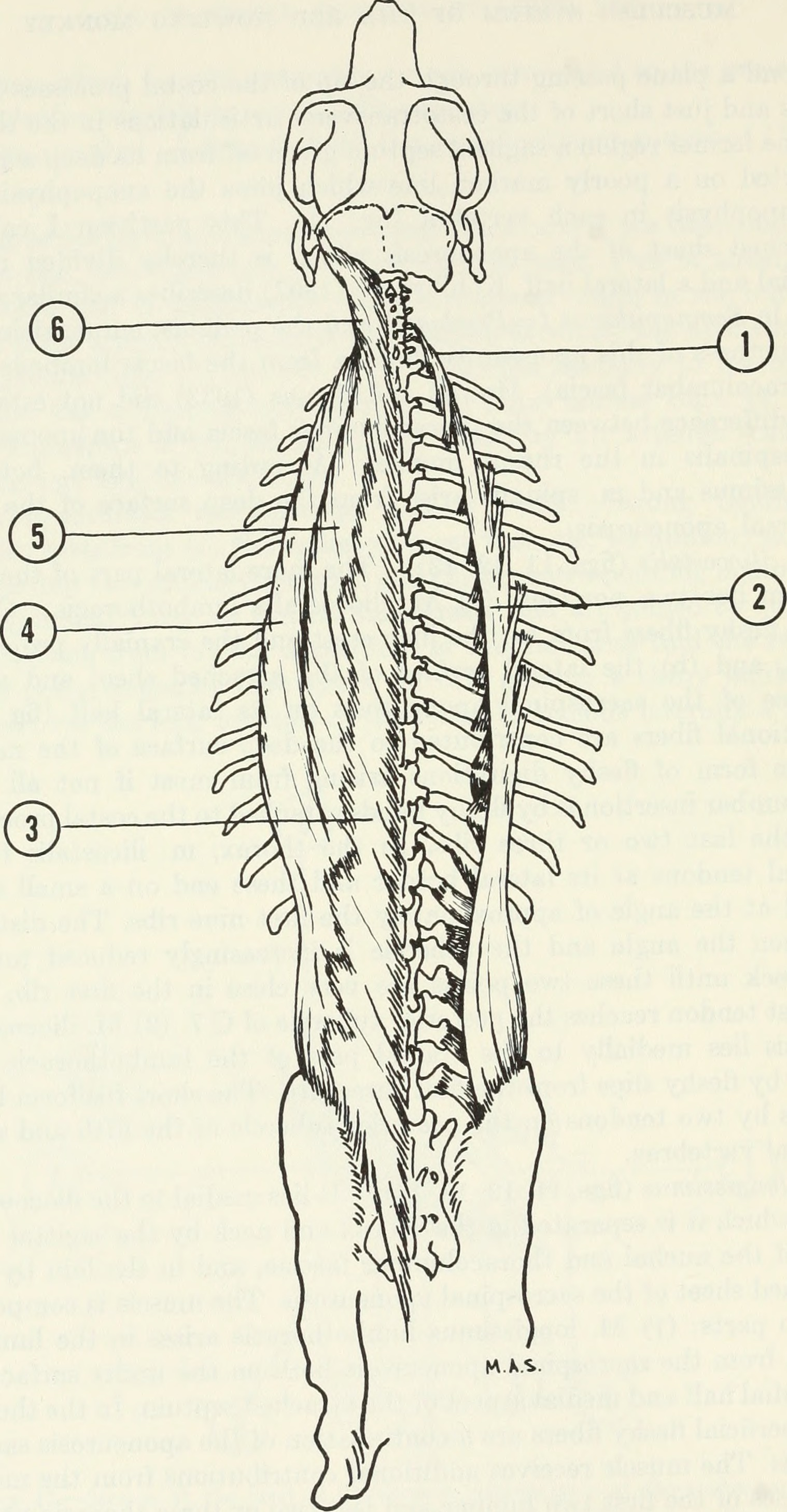
Część mięśni długich wyjca rudego. Mięsień biodrowo-żebrowy oznaczony liczbą 4, mięsień biodrowo-żebrowy szyi liczbą 1, a mięsień biodrowo-żebrowy lędźwi i klatki piersiowej liczbą 2

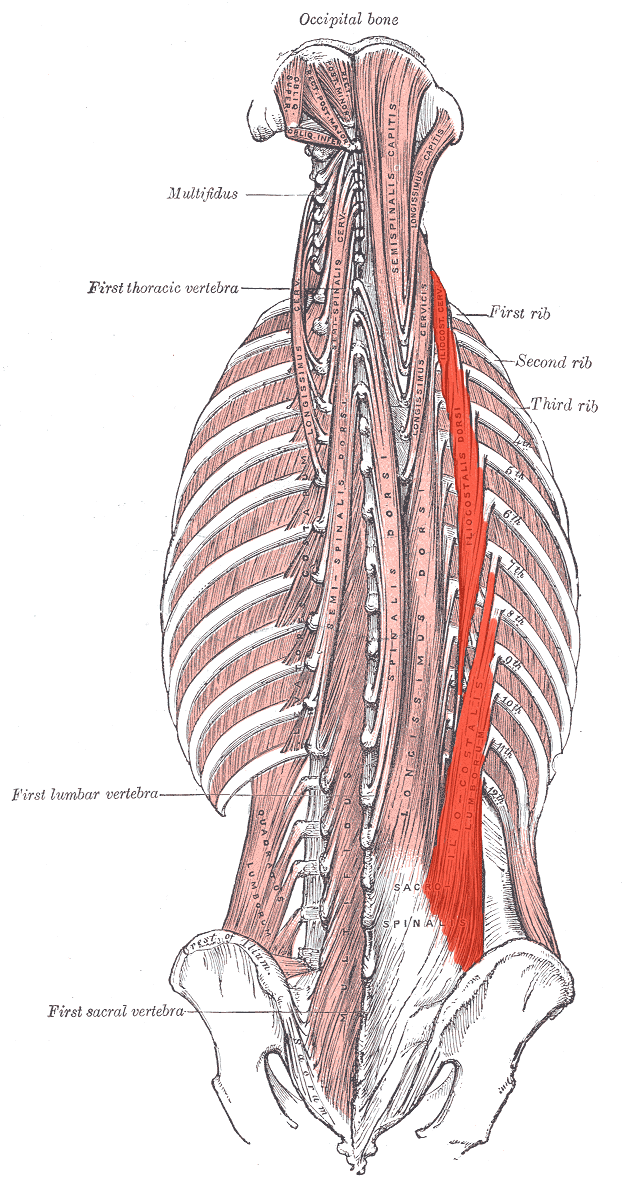
Mięsień biodrowo-żebrowy człowieka oznaczony jaskrawszą czerwienią

Mięsień biodrowo-żebrowy (musculus iliocostalis) – parzysty mięsień czworonogów, zaliczany do mięśni nadosiowych.

## Gady i ptaki
Mięsień ten pojawia się u gadów w wyniku podziału ich mięśni nadosiowych podłużnymi przegrodami na trzy pasma. Sięga od okolic miednicy po okolicę szyi, biegnąc na żebrach. Największe rozmiary osiąga u węży, u których bierze udział w zginaniu tułowia i układaniu łusek brzusznych. U ptaków tworzy jeden mięsień z  mięśniem najdłuższym, rozpoczynający się na części przedpanewkowej kości biodrowej i kończący na wyrostkach poprzecznych początkowych kręgów piersiowych, przykrywając po drodze bliższe końce żeber.

## Ssaki
U ssaków wchodzi w skład prostownika grzbietu. Bierze udział w stabilizowaniu kręgosłupa w odcinku lędźwiowym i piersiowym, przy działaniu jednostronnym w zginaniu go w bok, a ponadto współdziała z innymi mięśniami przy wydechu. Ciągnie się u nich od skrzydła kości biodrowej i okolicy lędźwiowej po szyjny odcinek kręgosłupa. Wyróżnia się w nim trzy części:
- mięsień biodrowo-żebrowy lędźwi (musculus iliocostalis lumborum)
- mięsień biodrowo-żebrowy klatki piersiowej (musculus iliocostalis thoracis)
- mięsień biodrowo-żebrowy szyi (musculus iliocostalis cervicis)[3][4].

### Człowiek
U człowieka mięsień biodrowo-żebrowy należy do grupy długich głębokich mięśni grzbietu i razem z mięśniem najdłuższym i mięśniem kolcowym tworzy prostownik grzbietu. Mięsień biodrowo-żebrowy lędźwi bierze początek na grzebieniu kości biodrowej i kończy się w rejonie kątów żebrowych od sześciu do dziewięciu dolnych żeber, mięsień biodrowo-żebrowy klatki piersiowej zaczyna się na kątach żebrowych sześciu dolnych żeber i kończy na kątach sześciu lub pięciu górnych żeber, zaś mięsień biodrowo-żebrowy szyi ma przyczepy początkowe na kątach żebrowych żeber od trzeciego do szóstego, a przyczepy końcowe na wyrostkach poprzecznych kręgów szyjnych od czwartego do szóstego.